# Reuil-en-Brie
Reuil-en-Brie ist eine französische Gemeinde mit 808 Einwohnern (Stand: 1. Januar 2022) im Département Seine-et-Marne in der Region Île-de-France. Sie gehört zum Arrondissement Meaux und zum Kanton La Ferté-sous-Jouarre.
Die Einwohner werden Reuillois genannt.

## Geographie
Reuil-en-Brie liegt etwa 14 Kilometer östlich von Meaux an der Marne, die die Gemeinde im Westen begrenzt.

### Nachbargemeinden
Umgeben ist Reuil-en-Brie von den Gemeinden Chamigny im Norden und Nordwesten, Luzancy im Norden, Saâcy-sur-Marne im Osten, Jouarre im Süden und Südwesten sowie La Ferté-sous-Jouarre im Westen.

## Bevölkerungsentwicklung
| Jahr      | 1962 | 1968 | 1975 | 1982 | 1990 | 1999 | 2006 | 2017 |
| Einwohner | 255  | 312  | 378  | 388  | 508  | 819  | 863  | 834  |

## Sehenswürdigkeiten
- Kirche Saint-Jacques-Saint-Philippe aus dem 13. Jahrhundert, Umbauten bis zum 16. Jahrhundert

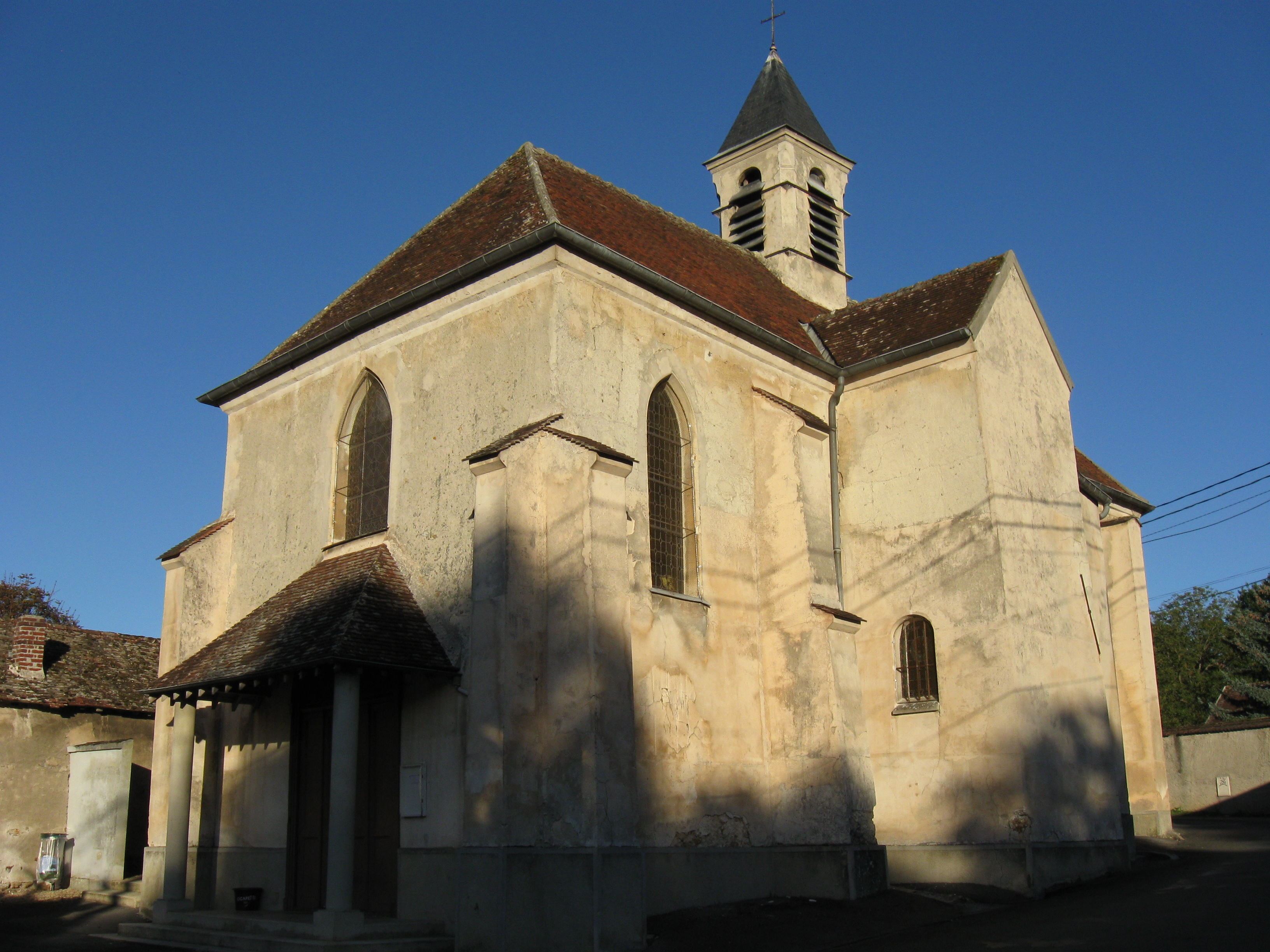
Kirche Saint-Jacques-Saint-Philippe